# CompuServe
CompuServe (CompuServe Information Services o CIS) è una società statunitense controllata da AOL, a sua volta sussidiaria di Verizon Communications.

## Storia
Nata nel 1969 come fornitrice di servizi informatici online ben prima dell'avvento di internet, si convertì alla nuova piattaforma tecnologica a fine anni ottanta risultando essere tra i primi operatori commerciali e provider della Rete.
Superata commercialmente negli anni novanta da altre società che offrivano servizi in banda larga in abbonamento mensile rispetto alle proprie tariffe orarie in dial-up, CompuServe divenne nel 1998 una sussidiaria di AOL di cui seguì le sorti fino all'acquisizione di quest'ultima nel 2015 da parte di Verizon. Al 2015 CompuServe esiste come portale e fornitore di servizi web.

## Attività
Dominò il mercato durante gli anni ottanta e restò fra i migliori negli anni novanta, quando fu poi marginalizzato dalla crescita di servizi telematici come America Online, i quali sostenevano una politica commerciale molto diversa: fatturazione mensile e non oraria, ovvero le attività venivano svolte on-line e non off-line.
Il servizio è ricordato anche per il "caso Alex e Joan" (1982), esempio di mascheramento dell'identità digitale. Attualmente è un Internet Service Provider (ISP), di proprietà di AOL.

## Prodotti famosi

### Il formato GIF
L'impresa creò il formato grafico Graphics Interchange Format (GIF), tuttora largamente usato nelle applicazioni grafiche.